# Thiago Gagliasso
Thiago Gagliasso Onofre Ferreira (Rio de Janeiro, 9 de junho de 1989) é um ator, produtor de eventos e político brasileiro, filiado ao Partido Liberal (PL). É irmão caçula do também ator Bruno Gagliasso e cunhado da atriz Giovanna Ewbank. Nas eleições de 2022, foi eleito deputado estadual pelo Rio de Janeiro com 102.038 votos (1,12% dos votos válidos).

## Vida e carreira
Tem ascendência italiana por parte da mãe. Começou a carreira atuando no teatro e em comerciais de televisão, posteriormente atuando em novelas como Luz do Sol e Os Mutantes: Caminhos do Coração, ambas da RecordTV. Em 2011, participou da quarta edição do reality show A Fazenda, sendo o décimo eliminado da competição. Durante o confinamento, o ator foi pivô da expulsão de Duda Yankovich depois de ser agredido pela ex-lutadora após um desentendimento entre os dois durante um jogo de basquete na piscina. Também foi alvo de polêmica ao comentar que havia desferido tapas nas cabras atrás do galinheiro, um local que, segundo ele, não era filmado pelas câmeras do programa. O vídeo com seus comentários foi disponibilizado no YouTube e alguns sites publicaram transcrições completas. Diversas ONGs protetoras de animais, como a PETA, se manifestaram no Twitter pedindo sua expulsão.

### Carreira política
Apoiador do então presidente Jair Bolsonaro, Thiago filiou-se ao PL em março de 2022 para concorrer a deputado estadual pelo Rio de Janeiro nas eleições de outubro, quando foi eleito com 102.038 votos, sendo o sétimo candidato mais votado para o cargo.
Em fevereiro de 2024, votou a favor do fim do afastamento da deputada Lucinha, determinado pelo Tribunal de Justiça do estado por ela ser acusada de possuir ligações com milicianos.

## Filmografia

### Televisão
| Ano  | Título                           | Papel               | Emissora |
| ---- | -------------------------------- | ------------------- | -------- |
| 2007 | Luz do Sol                       | Bernardo Villa Nova | RecordTV |
| 2008 | Os Mutantes: Caminhos do Coração | Gaspar              | RecordTV |
| 2011 | A Fazenda 4                      | Participante        | RecordTV |